# Mount Gimie
Mount Gimie je najviša planina na otoku Sveta Lucija. Nalazi se u okrugu Canaries na zapadnoj strani Svete Lucije. Vrh planine doseže 950 m. Planina je pokrivena bujnom tropskom prašumom, a nastala je kao rezultat intenzivne vulkanske aktivnosti prije 200.000 do 300.000 godina. Planina Gimie je još uvijek vulkanska, kao i mnoge druge planine iz područja Pitons (nekoliko vulkanskih čepova u koje spada planina Gimie).